# Marcgraviaceae
Marcgraviaceae, biljna porodica u redu vrjesolike. Postoji osam priznatih rodova sa 138 priznatih vrsta hemiepifita, epifita, lijana, grmova i rijetko manje drveće. Ime je došlo po rodu markgravija (Marcgravia) u tropskoj Americi

## Opis
Marcgraviaceae su često lijane ili epifiti i nalaze se samo u neotropima. Postoji sedam rodova i oko 130 vrsta u porodici, od kojih Marcgravia uključuje 60. Porodica često ima prilično debele listove s nejasnim žilicama i cvatove s cvjetnim metlicama koje su modificirane u nektarije u obliku boce. Prašnici su često dosta brojni. Plodovi, s mnogo malih sjemenki izloženih na mesnatoj posteljici svijetle boje, karakteristični su.
Heterofilija (različite vrste lišća na istoj biljci) je česta kod Marcgravie. Penjački oblik biljke ima male listove bez peteljki. Listovi su raspoređeni u dva reda na granama i pritisnuti su uz deblo stabla na kojem biljka raste. Duž tih izdanaka razvija se kratko adventivno (zračno) korijenje koje omogućuje biljci da se penje. Gornji izbojci, koji na svojim krajevima nose viseće cvjetne grozdove, imaju mnogo veće peteljke, spiralno raspoređene listove i nemaju adventivno korijenje penjačkih stabljika. (Slični obrasci rasta javljaju se i kod drugih penjačica, uključujući neke Araceae.) Prijelaz između tipova izdanaka često je nagao, iako je uzrok nepoznat; smatra se da bi moglo biti uključeno povećanje svjetla koje mladice primaju dok se penju. Oprašivanje kod Marcgraviaceae uglavnom obavljaju ptice i šišmiši, koji uzimaju nektar iz modificiranih brakteja. U najjednostavnijem slučaju brakteja pokriva svaki cvijet. U Marcgravie, međutim, cvjetni grozd je viseći i u obliku kišobrana - cvjetovi su na peteljkama koje zrače iz zajedničke točke. Središnji cvjetovi pupčanika su sterilni, a njihovi brakteji su prošireni da tvore uspravne vrčaste strukture koje su površno slične vrčevima kukcojeda Nepenthesa, koji vise ispod vanjskog prstena plodnih cvjetova. Unatoč tome, ptice ponekad izbjegavaju četkati stigmu kada uzimaju nektar s ovih brakteja, pa može doći do samooprašivanja. Ptice i ponekad sisavci jedu mesnate plodove Marcgraviaceae.

## Potporodice i rodovi
1. Subfamilia Norantioideae Choisy
  1. Ruyschia Jacq. (9 spp.)
  2. Souroubea Aubl. (19 spp.)
  3. Norantea Aubl. (1 sp.)
  4. Pseudosarcopera Gir.-Cañas (2 spp.)
  5. Schwartzia Vell. (19 spp.)
  6. Sarcopera Bedell (7 spp.)
  7. Marcgraviastrum (Wittm. ex Szyszyl.) A. C. de Roon & S. Dressler (15 spp.)
2. Subfamilia Marcgravioideae Choisy
  1. Marcgravia L. (66 spp.)